# Ogy
Ogy era una comuna francesa situada en el departamento de Mosela, de la región de Gran Este, que el 1 de enero de 2017 pasó a ser una comuna delegada de la comuna nueva de Ogy-Montoy-Flanville al fusionarse con la comuna de Montoy-Flanville.

## Demografía
| Gráfica de evolución demográfica de Ogy entre 1800 y 2014 |
|                                                           |

Los datos demográficos contemplados en este gráfico de la comuna de Ogy se han cogido de 1800 a 1999 de la página francesa EHESS/Cassini, y los demás datos de la página del INSEE.